# 2025年特朗普—拉馬福薩會談
美東夏令時間2025年5月21日，美國總統當勞·特朗普與南非總統西里爾·拉馬福薩在華盛頓特區白宮橢圓形辦公室舉行一場具爭議性的雙邊會談，並透過直播形式向公眾播放。

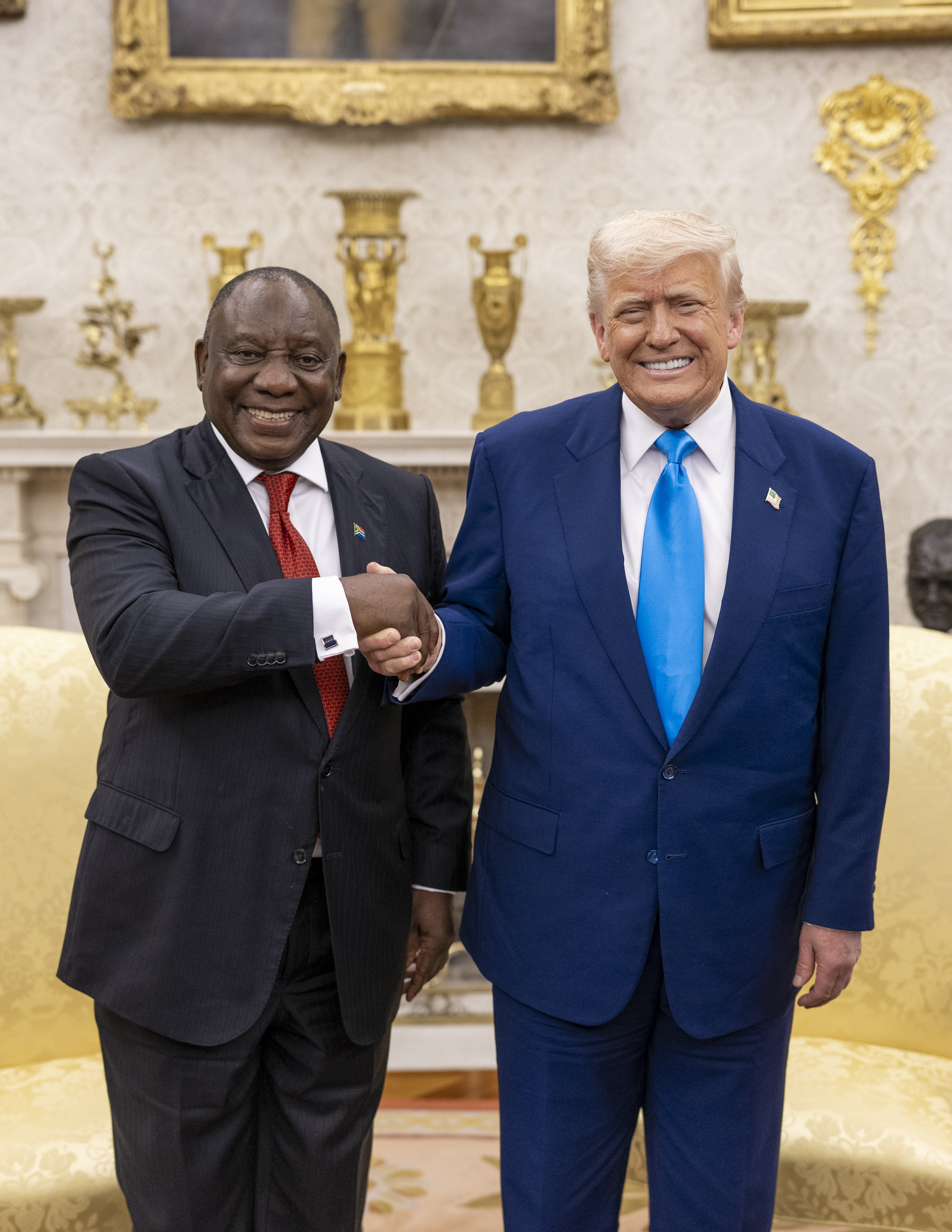
南非總統西里爾·拉馬福薩和美國總統當勞·特朗普

兩國元首會上討論多項敏感議題，包括南非的土地改革與農場襲擊事件。特朗普指出，農場襲擊對當地白人農民影響尤深，情況不成比例。他亦重申美國政府及人權團體過去對南非推行「無補償徵地」政策的關注。拉馬福薩則回應，強調南非政府正依據憲法和法定程序推動土地改革，以糾正歷史不公，同時保障糧食供應與私人財產權益。
這場會談是在特朗普於2025年2月宣佈推行「南非白人難民計劃」後舉行。

## 會談
會議伊始氣氛友好，特朗普與拉馬福薩談及高爾夫球。特朗普讚揚南非的高球好手，而拉馬福薩則送贈一本重達14公斤、介紹南非各地球場的精裝圖冊予特朗普。
其後，特朗普播放一段影片剪輯，當中包括南非反對派人物朱利葉斯·馬勒馬及雅各布·祖馬的講話與畫面，並收錄兩人演唱具爭議的歌曲《Dubul' ibhunu》（殺死布爾人）的片段。有部分媒體形容這段安排是對拉馬福薩的「突襲式行動」。

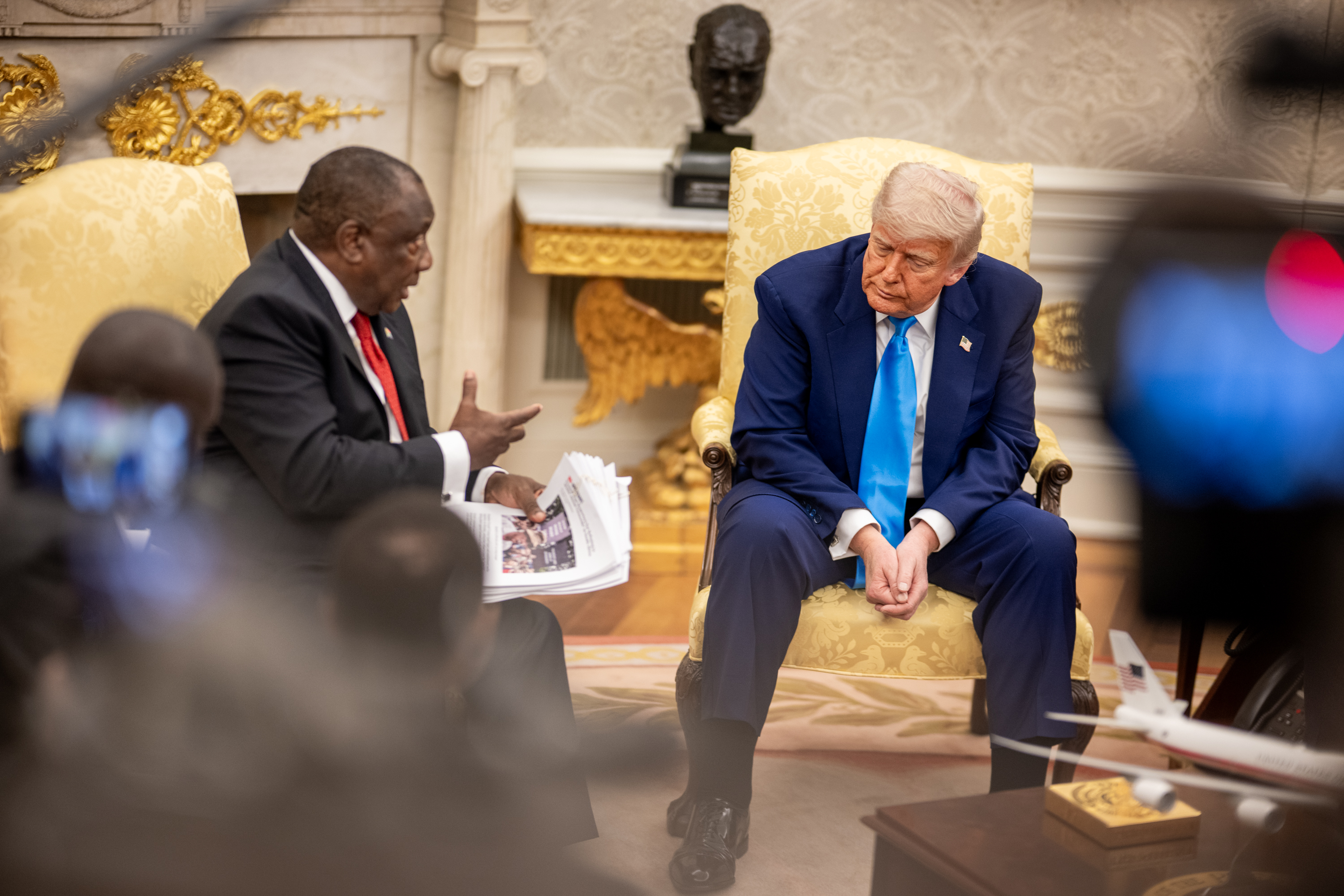
雙方亦就南非白人疑遭政治迫害的問題交換意見。

特朗普帶來一疊報章，內容有關南非的多宗兇殺案，會後將報章交予拉馬福薩。對此，拉馬福薩回應指，南非是一個民主多黨制國家，主張暴力的政治人物僅屬極少數。
會上有記者問及卡塔爾向美國國防部捐贈飛機一事，特朗普不滿提問與主題無關，當場斥責NBC記者彼得·亞歷山大，並抨擊該電視台。他更指：「布賴恩·羅伯茨和管理那間公司的人，應該接受調查。」拉馬福薩隨後笑言：「可惜我沒飛機可以送你。」特朗普則回應：「我也希望你有。」
此外，特朗普還向拉馬福薩提出一項備受爭議且並無事實根據的指控，聲稱南非正發生針對阿非利卡人的「白人種族滅絕」。拉馬福薩與其代表團成員嚴正否認有關說法。
南非富商約翰·魯伯特亦於會中發言，表示：「我們需要技術支援，需要為每間小型警署引入星鏈，還需要無人機協助執法。」

## 後續
翌日（5月22日）有報導指出，特朗普在會議中展示的一張截圖，其時他聲稱畫面中所見是「所有被埋葬的白人農民」，實情卻是來自路透社一段在剛果民主共和國拍攝的影片，內容拍攝於戈馬遭叛軍進攻後的場景。該段影片於同年2月3日由路透社公開發佈。